# Kinesisk löpande stil

Löpande stil (till höger) jämfört med normalstil (till vänster)

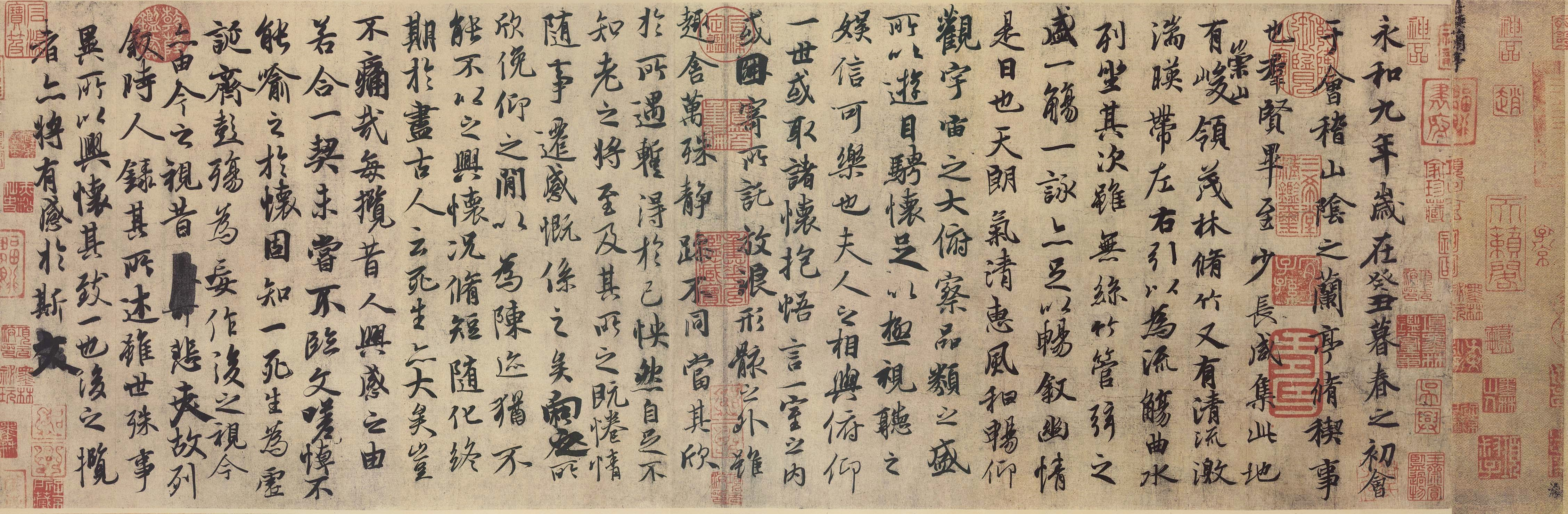
Kopia av Lantingji Xu utställd i Förbjudna staden i Peking. Originalet är kanske världens bästa verk som är skrivet med semikursiv skrift.

Löpande stil, semikursiv stil eller halvkursiv stil (行书; 行書; Xíngshū) är en kursiv variant av kinesisk kalligrafi och en av de fem grundstilarna.
Stilen utvecklades på Handynastin under senare delen av 100-talet e.Kr. och var den sista av grundstilarna att utvecklas.
Liu Desheng (刘德升) (146–189) ansens vara skapare av löpande stil. Under Jindynastin (265–420) hade löpande stil sin höjdpunkt, och den mest kända utövaren är Wang Xizhi. Det idag försvunna verket Lantingji Xu av Wang Xizhi som skrevs år 353 anses vara världens bästa kalligrafiverk (天下第一行书) som är skrivet med löpande stil.
Den löpande stilen hade glansdagar även under senare dynastier. Yan Zhenqing, som var aktiv under Tangdynastin anses efter Wang Xizhi vara världshistoriens näst bästa utövare av löpande stil. Under Songdynastin utmärkte sig Mi Fei och Zhao Mengfu. Andra kända senare utövare är Dong Qichang (1555–1636) och Pu Hsin-Yu (1896–1963)
Karakteristiska för löpande stil är att vissa element såsom streck och punkter i ett skrivtecknen ibland slås samman till ett penseldrag och att skarpa hörn rundas av, vilket reducerar antal penseldrag som behövs för att skriva tecknet. Löpande stil är en brygga mellan normalstil/kanslistil och kursiv stil.